# El Álamo, Mineral de la Reforma
El Álamo är en ort i Mexiko.   Den ligger i kommunen Mineral de la Reforma och delstaten Hidalgo, i den sydöstra delen av landet, 90 km nordost om huvudstaden Mexico City. El Álamo ligger 2 418 meter över havet och antalet invånare är 780.
Terrängen runt El Álamo är kuperad åt nordost, men åt sydväst är den platt. Runt El Álamo är det mycket tätbefolkat, med 1 135 invånare per kvadratkilometer. Närmaste större samhälle är Pachuca de Soto, 3,4 km nordväst om El Álamo. Omgivningarna runt El Álamo är i huvudsak ett öppet busklandskap.